# Aberdyfi Castle
Aberdyfi Castle, auch Aberdovey Castle, Abereinion Castle oder Domen Las genannt, ist eine ehemalige Burg in Ceredigion in Wales. Die als Scheduled Monument geschützte Burgstelle liegt nicht direkt bei dem Ort Aberdyfi, sondern etwa 9 km östlich des Orts und 8 km südwestlich von Machynlleth am linken Flussufer des River Dovey an der Einmündung des River Einion.

## Geschichte
Eine erste Erdbefestigung wurde 1156 von Rhys ap Gruffydd von Deheubarth errichtet, um seine in Ceredigion eroberten Gebiete gegen einen drohenden Angriff von Owain Gwynedd zu schützen. Nachdem der Konflikt mit Gwynedd ohne Schlacht beigelegt werden konnte, baute Rhys ab Gruffydd die Befestigung zu einer Motte mit Erd- und Holzbefestigungen aus. 1158 wurde die Burg von dem normannischen Earl Roger de Clare erobert, doch noch im selben Jahr eroberte Rhys ap Gruffydd die Burg zurück.
1216 fand vermutlich in der Burg eine Versammlung der walisischen Fürsten statt, die Llywelyn ab Iorwerth, der Fürst von Gwynedd, einberufen hatte. Während der Versammlung einigten sich die Erben von Rhys ap Gruffydd im Abkommen von Aberdyfi über die Aufteilung von Deheubarth. Danach wird die Burg nicht mehr erwähnt.

## Anlage
Die Motte erhebt sich am Ende einer kleinen Anhöhe, die an zwei Seiten vom Zusammenfluss des River Einion und des River Dovey umgeben wird, über dem Marschland. Der Burghügel ist etwa 6 m hoch und hat einen oberen Durchmesser von etwa 9 m. Ursprünglich war er an drei Seiten von einem tiefen Graben umgeben, an der vierten Seite lag die Aue des Dovey River.
Der baumbewachsene Burghügel liegt heute auf privatem Land im Vogelschutzgebiet Ynyslas National Nature Reserve, kann aber von der vorbeiführenden Straße A487 eingesehen werden. Am Rand des Burghügels befindet sich eine hölzerne Hütte zur Vogelbeobachtung.